# Менде, Герхард фон
Доктор Герхард фон Менде, (нем. Dr. Gerhard von Mende, 25 декабря 1904, Рига, Российская империя (ныне Латвия) — 16 декабря 1963, Дюссельдорф, ФРГ) — немецкий востоковед, тюрколог, родом из балтийских немцев. 
В годы Второй мировой войны — руководитель кавказского отдела Имперского министерства оккупированных восточных территорий. Специалист по кавказским и мусульманским меньшинствам СССР. После окончания войны — советолог, руководитель Исследовательского центра по Восточной Европе, финансируемого Министерством иностранных дел Германии, оказывавшего услуги ЦРУ и Федеральной разведывательной службе ФРГ.

## Ранние годы. Карьера востоковеда
Родился в Риге 12 декабря 1904 г. в 14:30 в семье служащего Биржевого банка Иоганнеса Романа Ойгена фон Менде и Амалии Луизы Кёниг. 20 февраля 1905 г. был крещён в рижском Домском соборе.
Когда Красная Армия вторглась в Латвию в ходе Войны за независимость Латвии, его отец был схвачен как «представитель буржуазии» и казнён. Его мать и шестеро братьев и сестёр вместе с ним бежали в Германию, где он посвятил себя изучению угнетённых меньшинств в России.
Учился в Пфорте в 1920—1923 гг., и в Берлинском университете в 1927—1932 гг. Специализировался в русском и турецком языках, а также истории. Также учился в парижском Национальном институте восточных языков и цивилизаций. Он бегло говорил по-русски, по-латышски и по-французски, а также освоил турецкий и арабский языки. Учёбу Менде совмещал с путешествиями по балканским странам.
В 1933 г. защитил докторскую диссертацию в Университете Бреслау на тему «Изучение колонизации в Советском Союзе». Позднее он также получил докторскую степень по славистике в Высшей экономической школе Берлина.
Менде был профессором ряда университетов, в том числе в Берлинском в 1935 г., Позенском и Гамбургском.
В 1934 г. опубликовал справочник «Народы Советского Союза», посвящённую советским национальным меньшинствам (в том числе немцам), а в 1936 г. — книгу «Национальная борьба тюркских народов России», свою центральную научную работу.

## Вторая мировая война
Фон Менде принял активное участие в нацистском движении. Он стал специалистом в ведомстве Альфреда Розенберга по национальным и религиозным меньшинствам в СССР. После вторжения Германии в СССР фон Менде был назначен начальником кавказского отделения Имперского министерства оккупированных восточных территорий, сохранив при этом должность в Берлинском университете.

### Тюрко-кавказская «Пятая колонна»
Вскоре начался приток пленных с оккупированных немцами территорий. Менде участвовал в создании ряда национальных комитетов для организации национальных частей в составе немецкой армии: татарских, грузинских, азербайджанских, северокавказских и др. Вскоре он завоевал авторитет среди лидеров созданных им национальных комитетов, часто приглашал их к себе домой на длительные беседы за ужином. Вместе с графом фон Штауффенбергом фон Менде добивался, чтобы солдаты восточных легионов получали равные с немцами права на пайки, медицинское обеспечение, квартиры и другие социальные права. Среди германской элиты Менде был, вероятно, самым активным сторонником вовлечения в борьбу против СССР национальных меньшинств Союза. Ряд современных авторов считают, что именно фон Менде принадлежит заслуга активной пропаганды джихада среди мусульман.

## Послевоенная карьера
Ближе к концу войны, когда становился ясен её исход, фон Менде добился своего перевода в Западную Германию, чтобы не попасть в руки наступающих советских войск. После прихода туда британских войск фон Менде направил британцам письмо, предложив свои услуги в качестве поставщика разведывательной информации об СССР. После появления разведывательной службы ФРГ фон Менде возглавил созданную при её активном участии «Исследовательская служба Восточной Европы», где вместе с ним сотрудничали ряд бывших мусульманских коллаборационистов.

### Конфликт с ЦРУ
С 1956 г. нарастает конфликт фон Менде с ЦРУ, которое основало Американский Комитет по освобождению от большевизма — конкурирующий исследовательский центр. Сотрудником этой группы стал бывший сотрудник пронацистских исламских формирований Ибрагим Гаджаоглу, который также работал на Радио Свободная Европа. Влияние фон Менде постепенно уменьшается.
Умер за рабочим столом в Дюссельдорфе 16 декабря 1963 г. от сердечного приступа.

## Семья
Менде был женат на норвежской писательнице Каро Эспесет. В браке было несколько детей.

## Сочинения
- Studien zur Kolonisation in der Sovetunion. Breslau: Priebatschs Buchh., 1933.
- Der nationale Kampf der Russlandtürken. Berlin: Weidmann, 1936.
- Die Völker der Sowjetunion. Reichenau: Schneider, 1938.
- Das Reichskomissariat Ostland // Jahrbuch der Weltpolitik. Berlin: Junker und Dünnhaupt, 1942. S. 158—169.
- Volkstumsfragen im Osten // Ostaufgaben der Wissenschaft. München, 1943. S. 80—91.
- Die besetzten Ostgebiete // Jahrbuch der Weltpolitik. Berlin: Junker und Dünnhaupt, 1944. S. 197—201.
- Beiträge zur Ostforschung. Göttingen: Musterschmidt, 1954.
- Nationalität und Ideologie. Duisdorf b. Bonn: Studiengesellschaft f. Zeitprobleme, 1962.